# スコータイ王朝

スコータイ王朝
อาณาจักรสุโขทัย

13世紀のスコータイ王朝（青紫）

スコータイ王朝（スコータイおうちょう、タイ語: ราชอาณาจักรสุโขทัย、1240年頃 - 1438年）は、現在のタイに存在した王朝。タイ族最初の王朝といわれる。

## 歴史
雲南から南下してきたタイ族は、13世紀頃までは強力なアンコール王朝の支配力の元にあった。ところがアンコール王朝のジャヤーヴァルマン7世が崩御すると、タイ族が進出していた地域におけるアンコール王朝の支配力が次第に弱まり始めた。ラート（現在のペッチャブーン郡）の小タイ族領主のポークン・パームアンと、バーンヤーン（現在のナコーンタイ郡）の小タイ族領主のポークン・バーンクラーンハーオが共同でクメール人の勢力を追い出し、当時アンコール王朝の主要都市であったスコータイに小タイ族の王朝を建て、バーンクラーンハーオが王位に就きシーインタラーティットと称した（スコータイ王朝の成立）。パームアンはそのとき摂政位に就いたと伝えられている。
スコータイ王朝の領域は、現在のタイ北部の南半分を中心としていた。主なムアンは、王都のスコータイのほか、シーサッチャナーライ、ソーンクウェー（ピッサヌローク）、ナコーンチュム（カムペーンペット）、プラバーン（ナコーンサワン）、ウッタラディット、それにチャイナートなどであった。また、中部のスパンブリー、ラーチャブリー、ペッチャブリーや、南部のナコーンシータンマラートなどまで、勢力を拡大していった。スコータイ王朝の統治は、父である王が子である領民を保護・指導するという父権主義の形態であった。
スコータイ王朝は3代目大王ラームカムヘーン（在位1279年頃 - 1298年）の代に黄金期を迎えた。ラームカムヘーンは最初のタイ文字を定め、中国との貿易も行われた。パヤオ王国のガムムアン王、ラーンナータイ王朝のマンラーイ王と同盟を結んだ。
しかし4代目王ルータイ（在位1298 - 1323年）の代までに各地で離反が相次ぎ小国になった。後に王に就いたリタイ王（在位1347 - 1368年）は仏法の研究を積極的に行い、1345年には「三界経」（三界論）を著して、民衆の仏教理解を深めさせた。同時にタイ史上初めての一時的な出家を果たした。これはすでに没落の兆候を示していたスコータイ王朝をリタイが仏法を以て繋ぎ止めようとしたことにあるとされる。リタイは結果的に王権思想の1つ「タンマラーチャー（ダルマラージャ、仏法王）」の思想を確立した。
この頃アユタヤ王朝（1351 - 1767年）が台頭する。スコータイ王朝はアユタヤ初代王ラーマーティボーディー1世（ウートーン）から圧迫を受け始めたが、ラーマーティボーディー1世はスコータイを掌握することはしなかった。サイルータイ王（在位1368 - 1399年）の代にはパグワ王によって国を分離させられ、スコータイ王家はピッサヌロークを治めるのみになった。その後も細々と王朝は続いていたが、マハータンマラーチャー4世（在位1419 - 1438年）の代に断絶し、スコータイ王家の血を引くアユタヤ王朝のラーメースワン王子（後のボーロマトライローカナート王）が後を継ぐ形で、アユタヤ王朝に吸収され消滅した。

## 社会

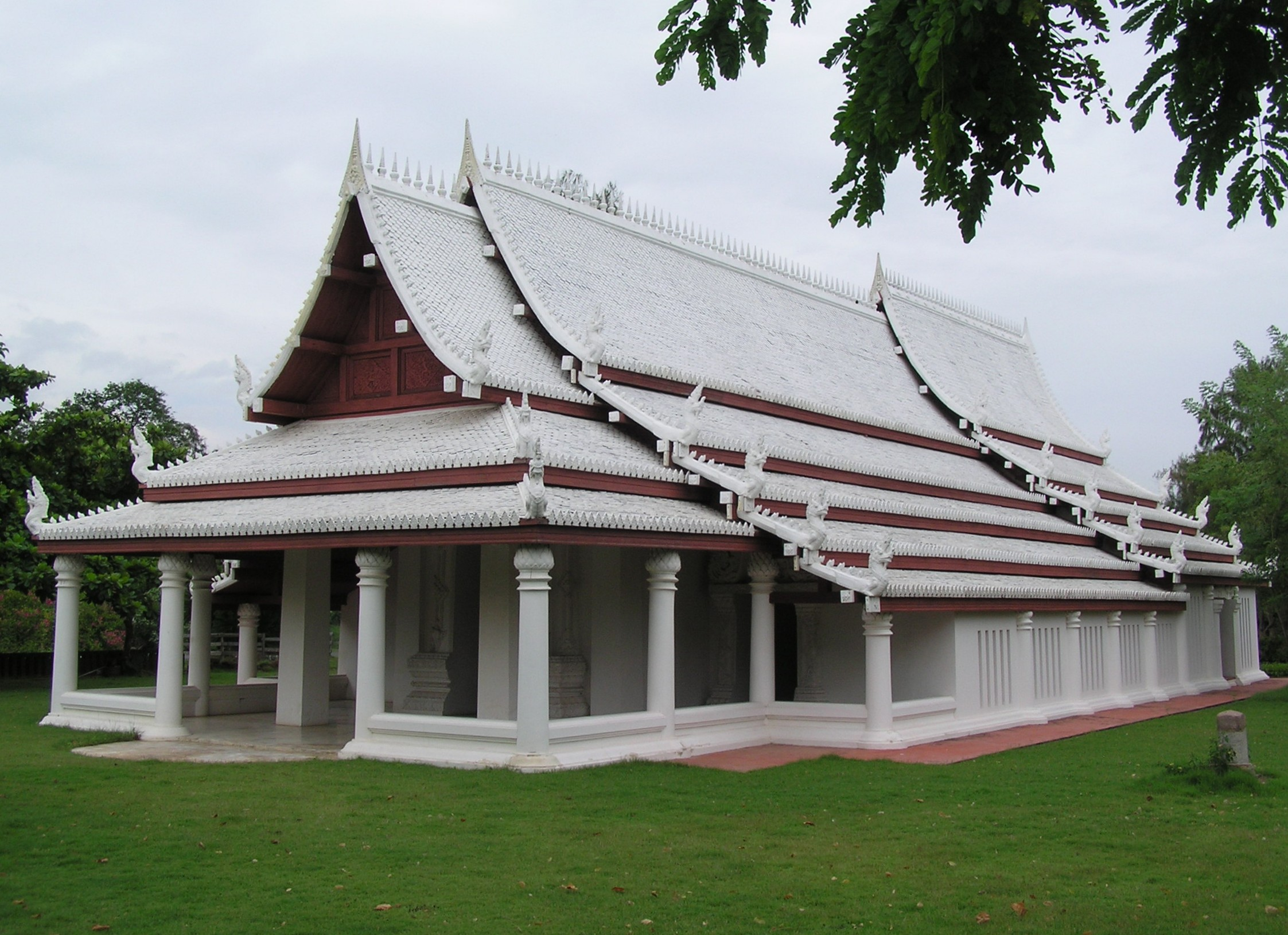
ムアン・ボーラーンにあるスコータイ王御用達寺院の復元

スコータイの歴代王はポークン（タイ語: พ่อขุน, ラテン文字転写: Pho Khun、個人的な友情で治める君主、人民を保護し、悪を適切に廃する父親のような人であると説明される）と呼ばれていた。このポークンの思想（理想的君主像）はラームカムヘーン大王碑文にも説明されており、同碑文ではラームカムヘーンが、裁判も逐一公明正大に行い、悩みある住民の与太話を聞き解決を図ったとの旨が書かれている。これは多少誇張が入っていると考えられるが、当時スコータイは住民が少なく、王一人でほとんどすべての業務をこなせたことを考慮すれば全くの作り話ではない。つまり、同碑文では王と住民の個人的な関係がスコータイ王朝を維持していた、物事のやりとりを法的・商業的な契約によるものではなく、個人的な友情関係によって行うことを重視していたことが示されている。ラームカムヘーンが北部のガムムアン、マンラーイと結んだ同盟も個人的関係からだったといわれている。ラームカムヘーンは各地を同様の手法で統治したが、これはラームカムヘーンの死後、王と各地の国主との個人的関係の消滅と判断されたために各地の離反が相次いで起こり、急速に国力が衰える一因にもなった。
各地の統治方法もラームカムヘーンと同様のものであったといわれる。領内の「4大ムアン（4大一級地方ムアン）」（ムアンルークルワン、タイ語: เมืองลูกหลวง, ラテン文字転写: Muang Luk Luang、「副都」程度の意味）に副王（ウパラージャ）ならびに近しい王族を置いた。4大ムアンとはシーサッチャナーライ旧市街、ナコーンチュム（カムペーンペット旧市街）、ソーンクウェー（ピッサヌローク）、サルワン（ピチット）のことである。ここでは派遣された王族がラームカムヘーンと同じくポークンの思想を持って統治を行った。同時に「大ムアン」（タイ語: เมืองพระยามหานคร, ラテン文字転写: Muang Phraya Mahanakhon）と呼ばれる地方の重要都市にも王族を置き、これもポークンの思想で統治した。スコータイ近辺のムアンには未だタイ族に同化していないモン族が多く居住していたが、これも、スコータイの歴代王は友情関係によって相手国を属国化しており、非常に穏やかな強権的でない地方統治がなされていた。
ラームカムヘーン以降は王朝が急速に衰えたため、ポークンの意味が薄れ、存続の危機感を抱いたリタイが仏法王（タンマラーチャー）の思想をタイに定着させ、その権力を維持しようとした。タンマラーチャーは仏法によって統治を行う理想的な王と説明され、一種の宗教を楯にした権力強化のための思想といえる。リタイの後はポークンという「友情を重視する暖かい君主」像はやや薄れ、王は「宗教（仏教でないことに注意）を保護しなければならない」とされた（これは現在の憲法にも明記されている）。この思想は以前からあった個人的関係により伝播し現在のタイの仏教優位を確立し、仏法による統治を行った。一方でポークンの思想が残っていたために、家来が他宗教を信ずることを「暖かく」保護したため、他宗教を弾圧することは起こらなかった。
なお、スコータイの歴代王は伝説上のプラ・ルワンを先祖としたので、歴代の王は代名詞的に「プラ・ルワン」と呼ばれた。タイ語ではスコータイ王朝のまたの名をプラ・ルワン王朝と呼ぶこともある。

## 思想
スコータイ王朝は、仏教思想が花開いたタイの仏教の黄金期と見なされている。上座部仏教の伝来はラームカムヘーンに始まるが、これを大きく普及させたのはリタイであった。リタイはセイロンから仏教を輸入し積極的に保護する一方で自身も出家を行い、仏教を研究した。これには政治的な理由を含んでいたが、結果的に仏教はスコータイ時代に大きく広まることになった。そのリタイの仏教研究は「三界経」に代表されるが、三界経は「悪いことをすると地獄に堕ちる」という因果応報（タム・チュワ＝ダイ・チュワ、タム・ディ＝ダイ・ディー）の観念を説き、地獄の様子を過剰に体系化して描き、庶民にも生々しくかつ分かりやすい形で仏教を説明し、その伝播を助けた。因果応報の思想は、この後19世紀にラーマ4世（モンクット）のタマユットニカーイに否定されるまで半ば仏教の公式見解と化し、事実として信じられ、現在でも民間では広く信じられている。また同時に「貴賤の別は前世の行いによる」という観念を普及させ、貧富の差を結果的に肯定した。そのため、「自分は悪い前世がある」と考えた奴隷（タート）・農民の生産意欲は低下し、王族・官僚は利益の追求を過剰に行うことを「自分はよい前世がある」として肯定し、歯止めが利かなくなる現象が発生した。この思想はアユタヤ王朝に入っても継続し、アユタヤ王朝後期には、王族・官僚と結託した外国人が、生産意欲の低いタイ人を差し置いて大いに利益を独占するという状況も産み出した。これらは、山田長政に代表される日本人傭兵の台頭、西洋企業の乱立、華人・イスラーム圏の商人の大規模な渡来である。

## 文化

### スコータイ様式
スコータイ王朝では、スコータイ、シーサッチャナーライ、カムペーンペットなどに代表されるようなタイ独特の建築を確立させた。これはアンコール・ワットに代表されるようなクメール建築を元にスリランカの様式を加えたものである。
仏像美術ではスコータイ仏と呼ばれる仏像が造られた。これは緩やかな女性的な曲線に特徴される、型に嵌った個性を許さない様式であったが、スコータイ王朝亡き後のアユタヤ王朝でも盛んに制作され、現在でも大乗仏教寺院以外では必ずといっていいほど配置され長く愛されている。
特筆すべき点としてサワンカローク焼きの開発が挙げられる。サワンカローク焼きはラームカムヘーンが元から招いた職人によって開発され、その後、長きにわたって米と並び中国への主要輸出品目としての地位を維持した。

### スコータイ文字
文学では、ラームカムヘーン大王碑文、リタイ王碑文、三界経が生まれた。これらにおいてはタイ文字の遍歴を見ることができる。ラームカムヘーン大王碑文では周辺の諸国と違い、母音の上下配置が左右の配置に置き換えられているが、これはラームカムヘーンがクメール文字を手本にタイ文字を作成したときに、独自性を出すために行われたと解釈されている。リタイ王碑文では周辺諸国の文字にあわせて、母音の上下配置がなされている。

## 歴代王の家系図
- 仏暦と西暦の誤差を修正していない上、王の即位・退位については異説が多いため、ここで示した年はあくまで目安である。

|  |  |                                 |                                 |                                 |                                 |                                 |                                 |  |  | シーインタラーティット1 1220年 - 1238年 |  |  |  |                                       |                                       |                                       |                                       |                                       |                                       |                                   |                                   |                                                             |                                   |                           |                           |                           |                           |  |  |  |  |  |  |  |  |  |  |  |  |  |  |  |  |  |  |  |  |  |  |
|  |  |                                 |                                 |                                 |                                 |                                 |                                 |  |  |                                         |  |  |  |                                       |                                       |                                       |                                       |                                       |                                       |                                   |                                   |                                                             |                                   |                           |                           |                           |                           |  |  |  |  |  |  |  |  |  |  |  |  |  |  |  |  |  |  |  |  |  |  |
|  |  |                                 |                                 |                                 |                                 |                                 |                                 |  |  |                                         |  |  |  |                                       |                                       |                                       |                                       |                                       |                                       |                                   |                                   |                                                             |                                   |                           |                           |                           |                           |  |  |  |  |  |  |  |  |  |  |  |  |  |  |  |  |  |  |  |  |  |  |
|  |  | バーンムアン2 1238年 - 1279年   | バーンムアン2 1238年 - 1279年   | バーンムアン2 1238年 - 1279年   | バーンムアン2 1238年 - 1279年   | バーンムアン2 1238年 - 1279年   | バーンムアン2 1238年 - 1279年   |  |  |                                         |  |  |  |                                       |                                       |                                       |                                       | ラームカムヘーン3 1279年 - 1300年     | ラームカムヘーン3 1279年 - 1300年     | ラームカムヘーン3 1279年 - 1300年 | ラームカムヘーン3 1279年 - 1300年 | ラームカムヘーン3 1279年 - 1300年                           | ラームカムヘーン3 1279年 - 1300年 |                           |                           |                           |                           |  |  |  |  |  |  |  |  |  |  |  |  |  |  |  |  |  |  |  |  |  |  |
|  |  | バーンムアン2 1238年 - 1279年   | バーンムアン2 1238年 - 1279年   | バーンムアン2 1238年 - 1279年   | バーンムアン2 1238年 - 1279年   | バーンムアン2 1238年 - 1279年   | バーンムアン2 1238年 - 1279年   |  |  |                                         |  |  |  |                                       |                                       |                                       |                                       | ラームカムヘーン3 1279年 - 1300年     | ラームカムヘーン3 1279年 - 1300年     | ラームカムヘーン3 1279年 - 1300年 | ラームカムヘーン3 1279年 - 1300年 | ラームカムヘーン3 1279年 - 1300年                           | ラームカムヘーン3 1279年 - 1300年 |                           |                           |                           |                           |  |  |  |  |  |  |  |  |  |  |  |  |  |  |  |  |  |  |  |  |  |  |
|  |  |                                 |                                 |                                 |                                 |                                 |                                 |  |  |                                         |  |  |  |                                       |                                       |                                       |                                       |                                       |                                       |                                   |                                   |                                                             |                                   |                           |                           |                           |                           |  |  |  |  |  |  |  |  |  |  |  |  |  |  |  |  |  |  |  |  |  |  |
|  |  | グワナムトゥム5 1341年 - 1347年 | グワナムトゥム5 1341年 - 1347年 | グワナムトゥム5 1341年 - 1347年 | グワナムトゥム5 1341年 - 1347年 | グワナムトゥム5 1341年 - 1347年 | グワナムトゥム5 1341年 - 1347年 |  |  |                                         |  |  |  | プーサイソンクラーム※ 1300年 - 1323年 | プーサイソンクラーム※ 1300年 - 1323年 | プーサイソンクラーム※ 1300年 - 1323年 | プーサイソンクラーム※ 1300年 - 1323年 | プーサイソンクラーム※ 1300年 - 1323年 | プーサイソンクラーム※ 1300年 - 1323年 |                                   |                                   | ルータイ4 1323年 - 1341年                                   | ルータイ4 1323年 - 1341年         | ルータイ4 1323年 - 1341年 | ルータイ4 1323年 - 1341年 | ルータイ4 1323年 - 1341年 | ルータイ4 1323年 - 1341年 |  |  |  |  |  |  |  |  |  |  |  |  |  |  |  |  |  |  |  |  |  |  |
|  |  | グワナムトゥム5 1341年 - 1347年 | グワナムトゥム5 1341年 - 1347年 | グワナムトゥム5 1341年 - 1347年 | グワナムトゥム5 1341年 - 1347年 | グワナムトゥム5 1341年 - 1347年 | グワナムトゥム5 1341年 - 1347年 |  |  |                                         |  |  |  | プーサイソンクラーム※ 1300年 - 1323年 | プーサイソンクラーム※ 1300年 - 1323年 | プーサイソンクラーム※ 1300年 - 1323年 | プーサイソンクラーム※ 1300年 - 1323年 | プーサイソンクラーム※ 1300年 - 1323年 | プーサイソンクラーム※ 1300年 - 1323年 |                                   |                                   | ルータイ4 1323年 - 1341年                                   | ルータイ4 1323年 - 1341年         | ルータイ4 1323年 - 1341年 | ルータイ4 1323年 - 1341年 | ルータイ4 1323年 - 1341年 | ルータイ4 1323年 - 1341年 |  |  |  |  |  |  |  |  |  |  |  |  |  |  |  |  |  |  |  |  |  |  |
|  |  |                                 |                                 |                                 |                                 |                                 |                                 |  |  |                                         |  |  |  |                                       |                                       |                                       |                                       |                                       |                                       |                                   |                                   | リタイ6 （マハータンマラーチャー1世） 1347年 - 1368年       |                                   |                           |                           |                           |                           |  |  |  |  |  |  |  |  |  |  |  |  |  |  |  |  |  |  |  |  |  |  |
|  |  |                                 |                                 |                                 |                                 |                                 |                                 |  |  |                                         |  |  |  |                                       |                                       |                                       |                                       |                                       |                                       |                                   |                                   |                                                             |                                   |                           |                           |                           |                           |  |  |  |  |  |  |  |  |  |  |  |  |  |  |  |  |  |  |  |  |  |  |
|  |  |                                 |                                 |                                 |                                 |                                 |                                 |  |  |                                         |  |  |  |                                       |                                       |                                       |                                       |                                       |                                       |                                   |                                   | サイルータイ7 （マハータンマラーチャー2世） 1368年 - 1399年 |                                   |                           |                           |                           |                           |  |  |  |  |  |  |  |  |  |  |  |  |  |  |  |  |  |  |  |  |  |  |
|  |  |                                 |                                 |                                 |                                 |                                 |                                 |  |  |                                         |  |  |  |                                       |                                       |                                       |                                       |                                       |                                       |                                   |                                   |                                                             |                                   |                           |                           |                           |                           |  |  |  |  |  |  |  |  |  |  |  |  |  |  |  |  |  |  |  |  |  |  |
|  |  |                                 |                                 |                                 |                                 |                                 |                                 |  |  |                                         |  |  |  |                                       |                                       |                                       |                                       |                                       |                                       |                                   |                                   | マハータンマラーチャー3世8 1399年 - 1419年                  |                                   |                           |                           |                           |                           |  |  |  |  |  |  |  |  |  |  |  |  |  |  |  |  |  |  |  |  |  |  |
|  |  |                                 |                                 |                                 |                                 |                                 |                                 |  |  |                                         |  |  |  |                                       |                                       |                                       |                                       |                                       |                                       |                                   |                                   |                                                             |                                   |                           |                           |                           |                           |  |  |  |  |  |  |  |  |  |  |  |  |  |  |  |  |  |  |  |  |  |  |
|  |  |                                 |                                 |                                 |                                 |                                 |                                 |  |  |                                         |  |  |  |                                       |                                       |                                       |                                       |                                       |                                       |                                   |                                   | マハータンマラーチャー4世9 1419年 - 1438年                  |                                   |                           |                           |                           |                           |  |  |  |  |  |  |  |  |  |  |  |  |  |  |  |  |  |  |  |  |  |  |

* ※ 即位はしなかったがラームカムヘーンの後、ルータイの前に代理統治していたといわれる。